# إريك هيرلي
إريك هيرلي (بالإنجليزية: Eric Hurley)‏ هو لاعب كرة قاعدة أمريكي، ولد في 17 سبتمبر 1985 في سيكستون في الولايات المتحدة.

## وصلات خارجية
- إريك هيرلي على موقع دوري كرة القاعدة الرئيسي (الإنجليزية)
- إريك هيرلي على موقعبيزبول رفرنس.كوم (الدوري الرئيسي) (الإنجليزية)
- إريك هيرلي على موقعبيزبول رفرنس.كوم (الدوري الثانوي) (الإنجليزية)
- إريك هيرلي على موقع إي إس بي إن.كوم (أم.أل.بي) (الإنجليزية)
- إريك هيرلي على موقع مشجعي الرسوم البيانية (الإنجليزية)